# Егерский великой княгини Екатерины Павловны батальон
Тверской временный егерский батальон имени её высочества великой княгини Екатерины Павловны — пехотный батальон, сформированный в 1812 году из рекрутов и добровольцев в Тверской губернии. Первая отдельная добровольческая часть в странах антинаполеоновской коалиции.

## История
Создан на шестой день Отечественной войны рескриптом сестры императора Александра I великой княгини Екатерины Павловны на имя министра уделов и финансов Д. А. Гурьева о сборе в ополчение воинов с её удельных имений, расположенных в ряде центральных губерний России. Штат временного егерского батальона был определён в четыре строевых и одну резервную роту общей численностью около 1100 человек. Командиром батальона был назначен подполковник князь А. П. Оболенский. Местом формирования была назначена Тверь, где проживал супруг Екатерины Павловны, генерал-губернатора Тверской, Новгородской и Ярославской губерний принц Георг Ольденбургский.
В августе 1812 года в Твери был образован «Тверской комитет военных сил» и начал формироваться особый временный егерский «батальон Ея Императорского Высочества великой княгини Екатерины Павловны». По всей губернии были разосланы вербовщики для записи и приёма добровольцев. В создаваемый батальон среди прочих поступило 82 добровольца из учеников духовных училищ Тверской епархии, 20 из которых стали унтер-офицерами. Только двоим из них было по 19 лет, большинству же было только 15 или 16 лет, а одному даже 13.
В сентябре батальон (кроме резервной роты) выступил в г. Весьегонск, где формирование продолжилось.
13 апреля 1813 года батальон прибыл в действующую армию, где был причислен к 5-й пехотной дивизии. 19-20 апреля батальон принял боевое крещение в сражении под Лютценом. Потеряв 20 % личного состава в первый же день, на следующий день батальон штыковой атакой овладел деревней Гроссгершен, дав возможность русской артиллерии занять выгодную позицию. Во время отступления русско-прусской армии батальон постоянно находился в арьергарде.
В мае 1813 года батальон участвовал в битве при Бауцене, где оказался в окружении, но вырвался и присоединился к основным силам дивизии.
В августе 1813 года батальон участвовал в осаде крепости Кёнигштайн. В середине августа батальон в течение дня удерживал ущелье, отбиваясь от наступавших французов, пытавшихся снять осаду с крепости, и заставил противника отступить.
Вместе с лейб-гвардии Преображенским полком батальон прикрывал отступление гвардии к деревне Кульм.
Во время «битвы народов» под Лейпцигом батальон занял важную для русской артиллерии высоту близ деревни Либерволковиц и очистил от французов ближайший лес. Участвовал в преследовании противника, отступающего к Лейпцигу.
В кампании 1814 года батальон активного участия в боевых действиях не принимал. 27 ноября 1814 года батальон был расформирован. В феврале 1815 года на родину вернулось 417 человек. Потери батальона убитыми, ранеными и пропавшими без вести составили 294 человека (без учёта резервной роты).
Император Александр I засвидетельствовал сестре, «что он доволен храбростью, оказанной батальоном в битвах, в которых он участвовал».

## Состав батальона
1156 человек (964 рядовых, 137 унтер-офицеров, 55 штаб-, и обер-офицеров)

## Форма
Солдаты батальона были отлично вооружены и обмундированы. Форменной одеждой у них был тёмно-зелёный двубортный мундир с такого же цвета воротником, погонами, обшлагами и клапанами. Штаны тёмно-зелёные матросского типа. Через левое плечо одевалась скатанная солдатская шинель. Каждому егерю полагался ранец на чёрных ремнях, тесак или кортик на чёрных лощёных перевязях. Кивера, обтянутые мехом: у нижних чинов собачьим, у офицеров медвежьим. Подбородные ремни были покрыты медной чешуёй. Спереди на шапках крепились медный крест и вензель императора Александра I. Стрелки были вооружены ружьями и штуцерами.
Офицеры носили золотые эполеты и морские полусабли на чёрной лакированной перевязи через правое плечо.

## Известные люди, служившие в батальоне
- Мейендорф, Пётр Казимирович
- Цеэ, Андрей Богданович
- Муравьев-Апостол, Сергей Иванович  (с 1813 года)